# Championnat d'Amérique du Nord, centrale et Caraïbe de football des moins de 17 ans 2009
Navigation
Honduras/Jamaïque 2007 Jamaïque 2011
Le Championnat d'Amérique du Nord, centrale et Caraïbe de football des moins de 17 ans 2009 est la quatorzième édition du Championnat d'Amérique du Nord, centrale et Caraïbe de football des moins de 17 ans, qui se déroule au Mexique, du 21 au 26 avril 2009.

## Premier tour

### Équipes qualifiées
| Région                              | Tournoi de qualifications                                         | Qualifiés                     |
| ----------------------------------- | ----------------------------------------------------------------- | ----------------------------- |
| Union caribéenne de football        | Coupe des Caraïbes des moins de 17 ans de football 2008           | Cuba Trinité-et-Tobago        |
| Union centre-américaine de football | Tournoi qualificatif d'Amérique centrale des moins de 17 ans 2009 | Costa Rica Guatemala Honduras |
| Union nord-américaine de football   | Automatiquement qualifiées                                        | Canada Mexique États-Unis     |

### Groupe A
| Rang | Équipe     | Pts | J | G | N | P | Bp | Bc | Diff |
| ---- | ---------- | --- | - | - | - | - | -- | -- | ---- |
| 1    | États-Unis | 9   | 3 | 3 | 0 | 0 | 12 | 2  | +10  |
| 2    | Honduras   | 4   | 3 | 1 | 1 | 1 | 7  | 4  | +3   |
| 3    | Cuba       | 3   | 3 | 1 | 0 | 2 | 2  | 12 | -10  |
| 4    | Canada     | 1   | 3 | 0 | 1 | 2 | 4  | 7  | -3   |

| 21 avril 2009 | Honduras   | 1 – 1 | Canada             | Estadio Caliente, Tijuana                        |                                                  |
| 13:30 PDT     | Lozano 60e |       | Teibert 40e (pen.) | Spectateurs : 4 000 Arbitrage : Francisco Chacón | Spectateurs : 4 000 Arbitrage : Francisco Chacón |
| 13:30 PDT     | Rapport    |       |                    | Spectateurs : 4 000 Arbitrage : Francisco Chacón | Spectateurs : 4 000 Arbitrage : Francisco Chacón |

| 21 avril 2009 | Cuba    | 0 – 5 | États-Unis                                             | Estadio Caliente, Tijuana                     |                                               |
| 16:00 PDT     |         |       | Jerome 29e · McInerney 33e 47e · Lletget 37e · Gil 61e | Spectateurs : 4 000 Arbitrage : Raymond Bogle | Spectateurs : 4 000 Arbitrage : Raymond Bogle |
| 16:00 PDT     | Rapport |       |                                                        | Spectateurs : 4 000 Arbitrage : Raymond Bogle | Spectateurs : 4 000 Arbitrage : Raymond Bogle |

| 23 avril 2009 | Honduras                                                           | 6 – 0 | Cuba | Estadio Caliente, Tijuana                 |                                           |
| 13:30 PDT     | Rivera 18e · Tobías 30e · Lozano 43e (pen.) 73e 83e · Martínez 67e |       |      | Spectateurs : 4 000 Arbitrage : Hugo Cruz | Spectateurs : 4 000 Arbitrage : Hugo Cruz |
| 13:30 PDT     | Rapport                                                            |       |      | Spectateurs : 4 000 Arbitrage : Hugo Cruz | Spectateurs : 4 000 Arbitrage : Hugo Cruz |

| 23 avril 2009 | États-Unis                                       | 4 – 2 | Canada                    | Estadio Caliente, Tijuana                       |                                                 |
| 16:00 PDT     | McInerney 4e (pen.) 31e · Lletget 40e · Gyau 85e |       | Hoilett 70e · Jackson 86e | Spectateurs : 4 000 Arbitrage : Paul Delgadillo | Spectateurs : 4 000 Arbitrage : Paul Delgadillo |
| 16:00 PDT     | Rapport                                          |       |                           | Spectateurs : 4 000 Arbitrage : Paul Delgadillo | Spectateurs : 4 000 Arbitrage : Paul Delgadillo |

| 25 avril 2009 | Canada    | 1 – 2 | Cuba                    | Estadio Caliente, Tijuana                    |                                              |
| 16:00 PDT     | Maheu 81e |       | Lahera 87e (pen.) 90+2e | Spectateurs : 5 000 Arbitrage : David España | Spectateurs : 5 000 Arbitrage : David España |
| 16:00 PDT     | Rapport   |       |                         | Spectateurs : 5 000 Arbitrage : David España | Spectateurs : 5 000 Arbitrage : David España |

| 25 avril 2009 | États-Unis                         | 3 – 0 | Honduras | Estadio Caliente, Tijuana                         |                                                   |
| 16:00 PDT     | Palodichuk 28e 45e · McInerney 36e |       |          | Spectateurs : 5 000 Arbitrage : Stanley Lancaster | Spectateurs : 5 000 Arbitrage : Stanley Lancaster |
| 16:00 PDT     | Rapport                            |       |          | Spectateurs : 5 000 Arbitrage : Stanley Lancaster | Spectateurs : 5 000 Arbitrage : Stanley Lancaster |

### Groupe B
| Rang | Équipe            | Pts | J | G | N | P | Bp | Bc | Diff |
| ---- | ----------------- | --- | - | - | - | - | -- | -- | ---- |
| 1    | Mexique           | 9   | 3 | 3 | 0 | 0 | 11 | 0  | +11  |
| 2    | Costa Rica        | 4   | 3 | 1 | 1 | 1 | 4  | 2  | +2   |
| 3    | Guatemala         | 4   | 3 | 1 | 1 | 1 | 4  | 4  | 0    |
| 4    | Trinité-et-Tobago | 0   | 3 | 0 | 0 | 3 | 0  | 13 | -13  |

| 22 avril 2009 | Guatemala    | 1 – 1 | Costa Rica   | Estadio Caliente, Tijuana                         |                                                   |
| 13:30 PDT     | Ceballos 75e |       | Campbell 38e | Spectateurs : 4 000 Arbitrage : Stanley Lancaster | Spectateurs : 4 000 Arbitrage : Stanley Lancaster |
| 13:30 PDT     | Rapport      |       |              | Spectateurs : 4 000 Arbitrage : Stanley Lancaster | Spectateurs : 4 000 Arbitrage : Stanley Lancaster |

| 22 avril 2009 | Mexique                                                                           | 7 – 0 | Trinité-et-Tobago | Estadio Caliente, Tijuana                      |                                                |
| 16:00 PDT     | Campos 5e · Galván 24e (pen.) 48e 64e · Mañon 29e · Télles 52e (pen.) · Jasso 83e |       |                   | Spectateurs : 13 333 Arbitrage : Trevor Taylor | Spectateurs : 13 333 Arbitrage : Trevor Taylor |
| 16:00 PDT     | Rapport                                                                           |       |                   | Spectateurs : 13 333 Arbitrage : Trevor Taylor | Spectateurs : 13 333 Arbitrage : Trevor Taylor |

| 24 avril 2009 | Costa Rica                              | 3 – 0 | Trinité-et-Tobago | Estadio Caliente, Tijuana                      |                                                |
| 13:30 PDT     | Campbell 14e · Bustos 18e · Mayorga 37e |       |                   | Spectateurs : 4 000 Arbitrage : Luis Rodríguez | Spectateurs : 4 000 Arbitrage : Luis Rodríguez |
| 13:30 PDT     | Rapport                                 |       |                   | Spectateurs : 4 000 Arbitrage : Luis Rodríguez | Spectateurs : 4 000 Arbitrage : Luis Rodríguez |

| 24 avril 2009 | Mexique                                | 3 – 0 | Guatemala | Estadio Caliente, Tijuana                     |                                               |
| 16:00 PDT     | K. Álvarez 41e 70e · Campos 86e (pen.) |       |           | Spectateurs : 13 333 Arbitrage : Marlon Mejía | Spectateurs : 13 333 Arbitrage : Marlon Mejía |
| 16:00 PDT     | Rapport                                |       |           | Spectateurs : 13 333 Arbitrage : Marlon Mejía | Spectateurs : 13 333 Arbitrage : Marlon Mejía |

| 26 avril 2009 | Trinité-et-Tobago | 0 – 3 | Guatemala                          | Estadio Caliente, Tijuana                    |                                              |
| 13:30 PDT     |                   |       | Navas 37e · Herrate 38e · Lima 69e | Spectateurs : 8 000 Arbitrage : Gerald Henry | Spectateurs : 8 000 Arbitrage : Gerald Henry |
| 13:30 PDT     | Rapport           |       |                                    | Spectateurs : 8 000 Arbitrage : Gerald Henry | Spectateurs : 8 000 Arbitrage : Gerald Henry |

| 26 avril 2009 | Mexique        | 1 – 0 | Costa Rica | Estadio Caliente, Tijuana                      |                                                |
| 16:00 PDT     | Mora 61e (csc) |       |            | Spectateurs : 13 333 Arbitrage : Raymond Bogle | Spectateurs : 13 333 Arbitrage : Raymond Bogle |
| 16:00 PDT     | Rapport        |       |            | Spectateurs : 13 333 Arbitrage : Raymond Bogle | Spectateurs : 13 333 Arbitrage : Raymond Bogle |

## Tour final
Les quatre équipes qualifiées pour les demi-finales sont automatiquement qualifiées pour la Coupe du monde de football des moins de 17 ans 2009 au Nigeria, du fait que le pays organisateur, le Mexique, annule la compétition à cause de la grippe H1N1. Par conséquent, les sélections ci-dessous sont qualifiées :
- Costa Rica
- États-Unis
- Honduras
- Mexique